# 渡江战役总前委旧址
渡江战役总前委旧址，位于安徽省肥东县撮镇镇瑶岗社区，南临淮南铁路和合马公路，北靠312国道，是渡江战役期间中国人民解放军渡江战役总前敌委员会所在地，1996年，渡江战役总前委旧址被中华人民共和国国务院列为第四批全国重点文物保护单位。

## 历史

### 背景
总前委旧址原是清末五品官员、顶戴中书科中书衔太学生王景贤所建的一座四合院建筑，其他附属建筑也为当地居民所有。1949年初，中国共产党已率领中国人民解放军先后打赢辽沈、淮海、平津三大战役，中共中央随后决定发动渡江战役，并提出“打过长江去，解放全中国”的口号，成立渡江战役总前委，与华东局共同接受中共中央领导。

### 渡江战役期间
1949年春，总前委、华东局的相关组织机构在中共安徽省委第一书记曾希圣的建议下，相继自徐州大北望迁驻肥东县瑶岗村（今属撮镇镇瑶岗社区）。4月2日，邓小平、陈毅等总前委领导人到达瑶岗，并开始坐镇指挥渡江战役作战、准备接管江南的新解放区，而身在前线的总前委领导人刘伯承、谭震林和粟裕则只有在会议期间才到瑶岗暂住。在瑶岗期间，总前委发布了《京沪杭战役实施纲要》《关于接管江南城市的指示》等文件。4月25日渡江战役以中国人民解放军胜利而告终后，总前委机关随之于27日迁往南京，驻地建筑也归还给原房主。

### 中华人民共和国时期
1950年，中华人民共和国发动土地改革运动，旧址的原主人被划为地主，四合院被分给农民居住。此后，总前委旧址各建筑均归私人所有。1984年，总前委旧址落到农民王万富名下，当地政府出资自王万富名下收购此建筑，此后在20世纪80年代—90年代间，政府陆续自农民手上买下旧址建筑，并进行了修缮。1996年，国务院将渡江战役总前委旧址公布为第四批全国重点文物保护单位。

## 建筑
渡江战役总前委旧址建筑群包括五个列入国家级文物保护单位的建筑和若干附属建筑。

### 保护建筑

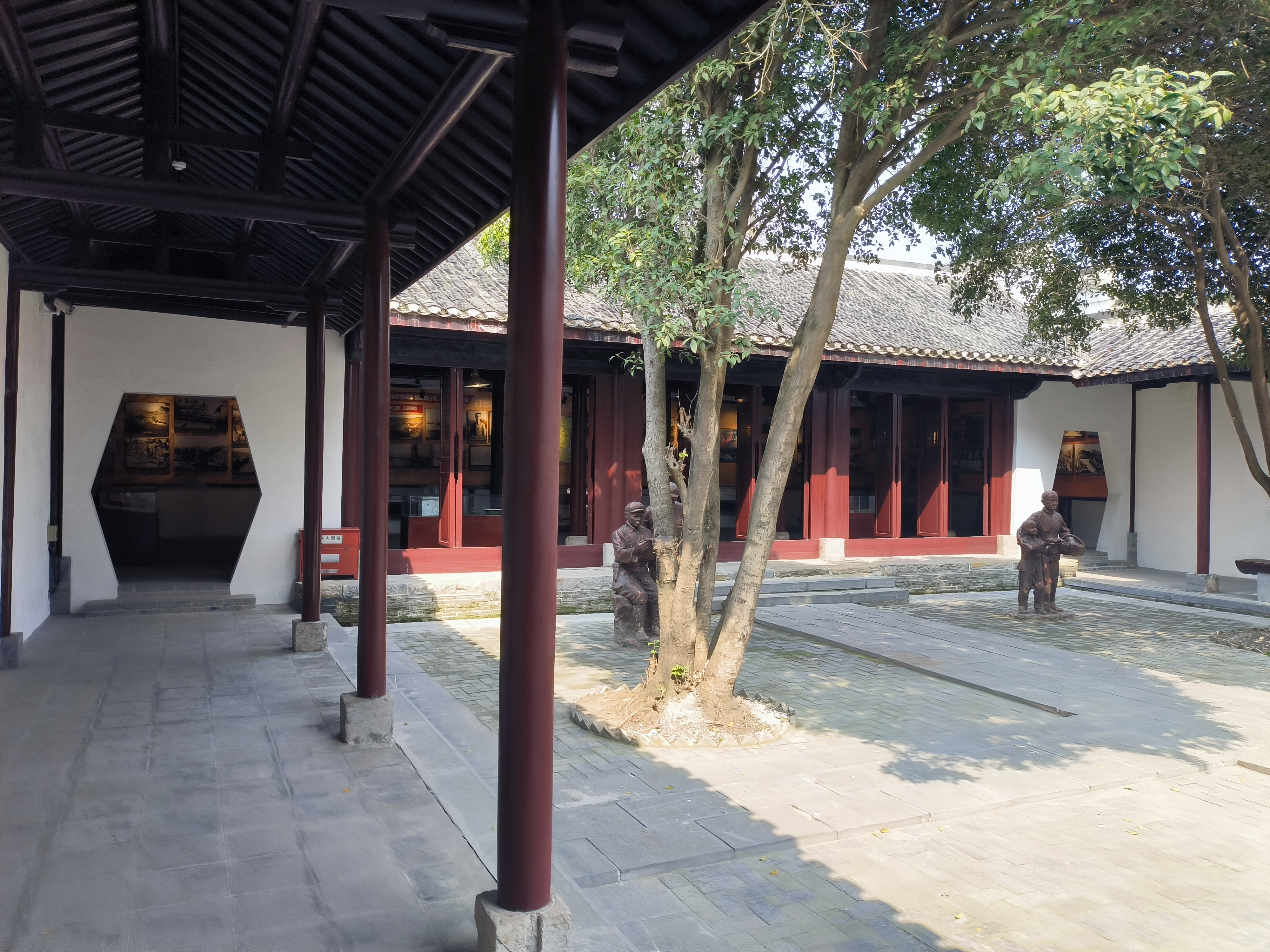
总前委旧址内的四合院建筑

被列入全国文物保护单位的建筑分别是总前委旧址、机要处旧址、秘书处旧址、总前委参谋处旧址和华东局旧址。这些建筑均是位于瑶岗村西北角的清末建筑，总面积约1200平方米，在1980年代各有修缮。总前委旧址门口有舒同题写的牌匾，内展出渡江战役期间的相关物件以及陈毅、邓小平等人的住处旧址。

### 附属史迹
渡江战役总前委旧址的附属史迹包括后勤处旧址、警卫营遗址、机关医院遗址、防空洞遗址、墩塘遗址和电报房旧址，这些史迹中的建筑大多在历史变迁中被拆毁或早已破败不堪，防空洞遗址在70年代被填埋，而原有的墩塘则在土改期间被农民填塘盖房，塘中曾被总前委用作休闲场所的凉亭也被拆毁。